# ليزر الحالة الصلبة

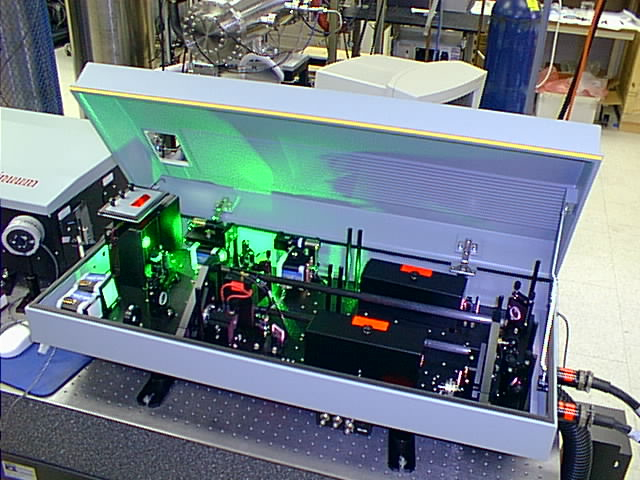

ليزر الحالة الصلبة (بالإنجليزية: solid-state laser)‏ هو الليزر الذي ينتج بواسطة مادة أو خليط من مواد صلبة مثل الياقوت أو خليط الالومنيوم واليتريم والنيودينيم. ويسمى بليزر الـ TAG اختصاراً. ويكون طوله الموجي في منطقة الأشعة تحت الحمراء.

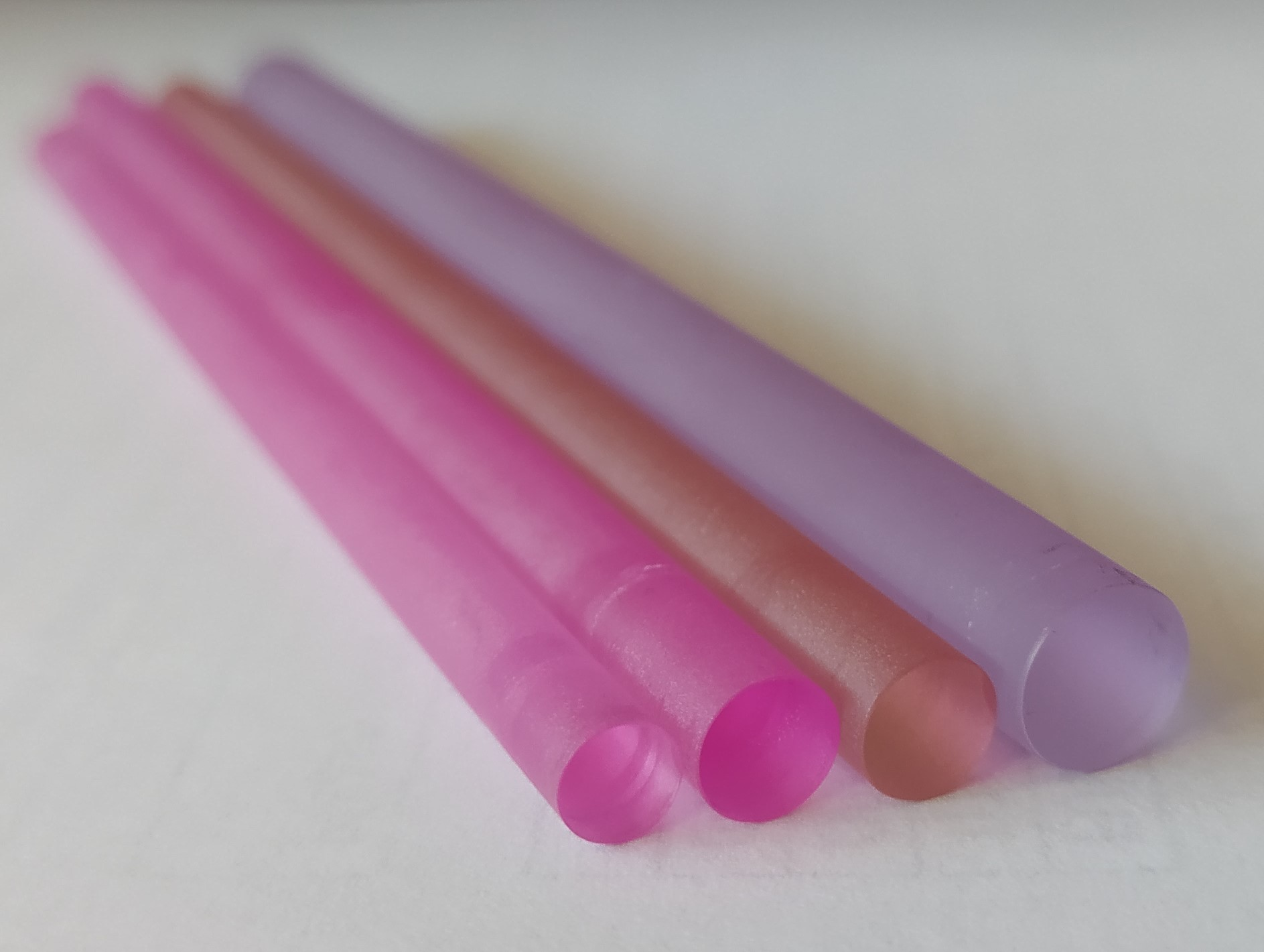
قضبان الليزر (من اليسار إلى اليمين): الياقوت، كريسوبيريل، Er:YAG، ليزر Nd:YAG